# Javier Pérez Royo
Javier Pérez Royo (castellà: Francisco Javier Pérez Royo)  (Sevilla, 11 de setembre de 1944) és un jurista i professor andalús, catedràtic de Dret Constitucional de la Universitat de Sevilla. Fou rector de la Universitat de Sevilla entre 1988 i 1992 i alhora president de la Conferència de Rectors d'Espanya durant aquests anys. Com a representant del PCE, va ser membre de la Comissió Redactora de l'Avantprojecte d'Estatut d'Autonomia per a Andalusia.
Com a constitucionalista, es va formar a la Universitat de Tübingen i a la Societat Max Planck de Heidelberg. Va participar en la candidatura del PCE a la província de Jaén en les eleccions de 1977, i més endavant encapçalà la candidatura de Huelva el 1979.
Ha treballat amb Manuel Sacristán en el projecte d'edició de les obres completes de Marx i Engels on va traduir de les obres preparatòries del Capital, Les Línies Fonamentals de la Crítica de l'Economia Política (Grundrisse) i les Teories sobre la plusvàlua.
Pérez Royo denuncià la sentència del Tribunal Constitucional de 2010 sobre l'Estatut com "un cop d'Estat".
Es va veure guardonat amb el Premi Blanquerna de la Generalitat de Catalunya el 2007 i també rebé altres premis com ara la Medalla d'Or de la Junta d'Andalusia i del Parlament d'Andalusia. És promotor de la Marató Ciutat de Sevilla, en la que ha participat en les primeres vint edicions.

## Obres
- Las fuentes del Derecho. Tecnos. Madrid (1984).
- Terrorismo, democracia y seguridad, en perspectiva constitucional. (2010)
- El Consejo Constitucional Francés: La jurisdicción constitucional en la quinta república. Javier Pardo Falcón, Javier Pérez Royo. Centro de Estudios Constitucionales, (1990).
- Consideracions sobre la reforma de la estructura del Estado. Reforma del Estatuto de Autonomía para Andalucía. (2005)
- Tribunal Constitucional y división de poderes.
- La Reforma de la Constitución.
- Regulación en el Estatuto de Cataluña de la Participación de la Generalitat en las Instituciones y Políticas Estatales. Estudios Sobre la Reforma del Estatuto. Barcelona. Institut d'Estudis Autonòmics. (2004).
- La reforma constitucional inviable (Libros La Catarata, 2015).
- Curso de Derecho Constitucional, 15ª ed., Marcial Pons, Madrid, 2016.